# Ludwig Bruggaier
Ludwig Bruggaier (* 18. Januar 1882 in Ingolstadt; † 28. März 1970 in Eichstätt) war ein deutscher römisch-katholischer Geistlicher.

## Leben
Nach der Priesterweihe 1905 wurde er 1906 bischöflicher Sekretär, 1907 Religionslehrer am Institut der Englischen Fräulein in Eichstätt und 1909 Registrator in der Ordinariatskanzlei und Domvikar. Nach der Promotion 1915 zum Dr. theol. lehrte er ab 1916 als außerordentlicher Professor für Philosophie, 1920 als außerordentlicher Professor für Kirchenrecht und Katechetik und 1924 als ordentlicher Professor für Kirchenrecht und Katechetik am Bischöflichen Lyzeum in Eichstätt. Von 1925 bis 1939 war er Redakteur des Klerusblattes, 1926 wurde er Domkapitular und von 1939 bis 1941 Generalvikar der Diözese Eichstätt.
Sein Nachlass befindet sich in der Universitätsbibliothek Eichstätt-Ingolstadt.

## Schriften (Auswahl)
- Die Wahlkapitulationen der Bischöfe und Reichsfürsten von Eichstätt 1259–1790. Eine historisch-kanonistische Studie. Freiburg im Breisgau 1915, OCLC 3266087.
- Aufhebung und Wiedererrichtung des Domkapitels Eichstätt. Eichstätt 1922, OCLC 163279224.